# Amaya Coppens
Amaya Coppens (Brussel, 1994) is een Belgisch-Nicaraguaanse studentenactiviste. Ze studeert geneeskunde aan de Nationale Autonome Universiteit van Nicaragua in León (UNAN-León) en is een spilfiguur in de Universitaire Beweging van 19 April, die werd opgericht tijdens de protesten tegen Daniel Ortega.

## Leven
Coppens werd geboren in 1994 te Brussel als dochter van de Belgische socioloog Frederic Coppens en de Nicaraguaanse Tamara Zamora en groeide op in Louvain-la-Neuve, België en Estelí, Nicaragua. Ze woonde daarna lang in Afrika en behaalde een internationaal diploma in China. Zij studeerde vijf jaar geneeskunde aan de UNAN-Léon wanneer zij in 2018 besloot deel te nemen aan de nationale protesten tegen de regering van Daniel Ortega. Hierop werd zij meermaals gearresteerd en onder andere beschuldigd van terrorisme. Tussen september 2018 en juni 2019 en tussen november en december 2019 werd zij in in Nicaragua gevangen gehouden.
Op 31 januari 2019 huldigde de Spaanse krant El País Coppens als meest markante persoonlijkheid van 2019 in Latijns-Amerika.